# Peugeot 203
Der Peugeot 203 wurde zwischen Oktober 1948 und Februar 1960 in über 685.000 Exemplaren vom französischen Automobilhersteller Peugeot in Sochaux gebaut. Es war das erste nach dem Zweiten Weltkrieg neu entwickelte Fahrzeugmodell von Peugeot. Von 1949 bis zur Vorstellung des 403 im Jahre 1955 war es das einzige Pkw-Modell der Marke.

## Technik
Der 203 war kein wieder aufgenommenes Vorkriegsmodell, sondern komplett neu konstruiert. Anfangs wurde der in den 1930er-Jahren entwickelte kleinere und schwächere Typ Peugeot 202 parallel angeboten. Der 203 hatte eine selbsttragende Karosserie, hydraulisch betätigte Bremsen und eine vordere Einzelradaufhängung mit einer querliegenden Blattfeder und eine Zahnstangenlenkung. Die starre Hinterachse hatte Schraubenfedern und wurde von einer Deichsel und einem Panhardstab geführt. Angetrieben wurde das Modell von einem Vierzylindermotor mit 1290 cm³ Hubraum, dessen V-förmig hängende Ventile von einer hochliegenden seitlichen Nockenwelle über Stoßstangen und Kipphebel gesteuert wurden. Der Motor leistete 33 kW (45 PS). Die Kraft wurde mit einem (ab 1954 vollsynchronisierten) Vierganggetriebe über eine Kardanwelle auf den Schneckenantrieb des Differentials an der Hinterachse übertragen. Wie viele Autos dieser Zeit hatte auch dieses Fahrzeug eine Lenkradschaltung. Die Elektrik arbeitete mit einer Spannung von zwölf Volt, die von zwei in Reihe geschalteten Sechs-Volt-Batterien bereitgestellt wurde. Als Extra konnten die Limousinen mit einem Schiebedach ausgestattet werden. Immer wieder wurde das Modell modifiziert, um das Fahrverhalten und den Komfort zu verbessern. Die Konstruktion von Fahrwerk und Motor wurden etwas modifiziert auch noch im Peugeot 403 weiter verwendet.

## Varianten
Angeboten wurden neben der Limousine auch ein Découvrable (Cabriolimousine), ein Coupé, ein Cabriolet und verschiedene Kombiversionen, bezeichnet als Familiale, Commerciale, Fourgonnette, Fourgon, Camionnette und weitere. Insgesamt standen zeitweise bis zu zwölf verschiedene Karosserieversionen mit unterschiedlichen Radständen und Aufbauten zur Auswahl.
Der 203 wurde auch exportiert, insbesondere in die damaligen französischen Kolonialgebiete Afrikas und Asiens.
Der französische Karosseriebauer Emile Darl'mat baute ungefähr 250 Fahrzeuge um. Er reduzierte die Höhe des Wagens um 140 mm und hob die Verdichtung auf 7,4 : 1 an. Damit leistete der Motor 50 PS und es wurde eine Dauerhöchstgeschwindigkeit von 140 km/h erreicht. Es gab auch 1,5-Liter-Motoren mit 70 PS. 1951 baute der Tuner auch eine Kunststoffkarosserie für den 203 und ab 1952 eine Coupé-Variante mit Aluminiumkarosserie.
Unter dem Namen Peugeot VSP entwickelte Peugeot zudem einen Geländewagen auf Basis des 203, der allerdings auf wenig Interesse beim Militär stieß. Einer der Prototypen wurde später bei der Werkfeuerwehr von Peugeot als Feuerlöschfahrzeug eingesetzt.

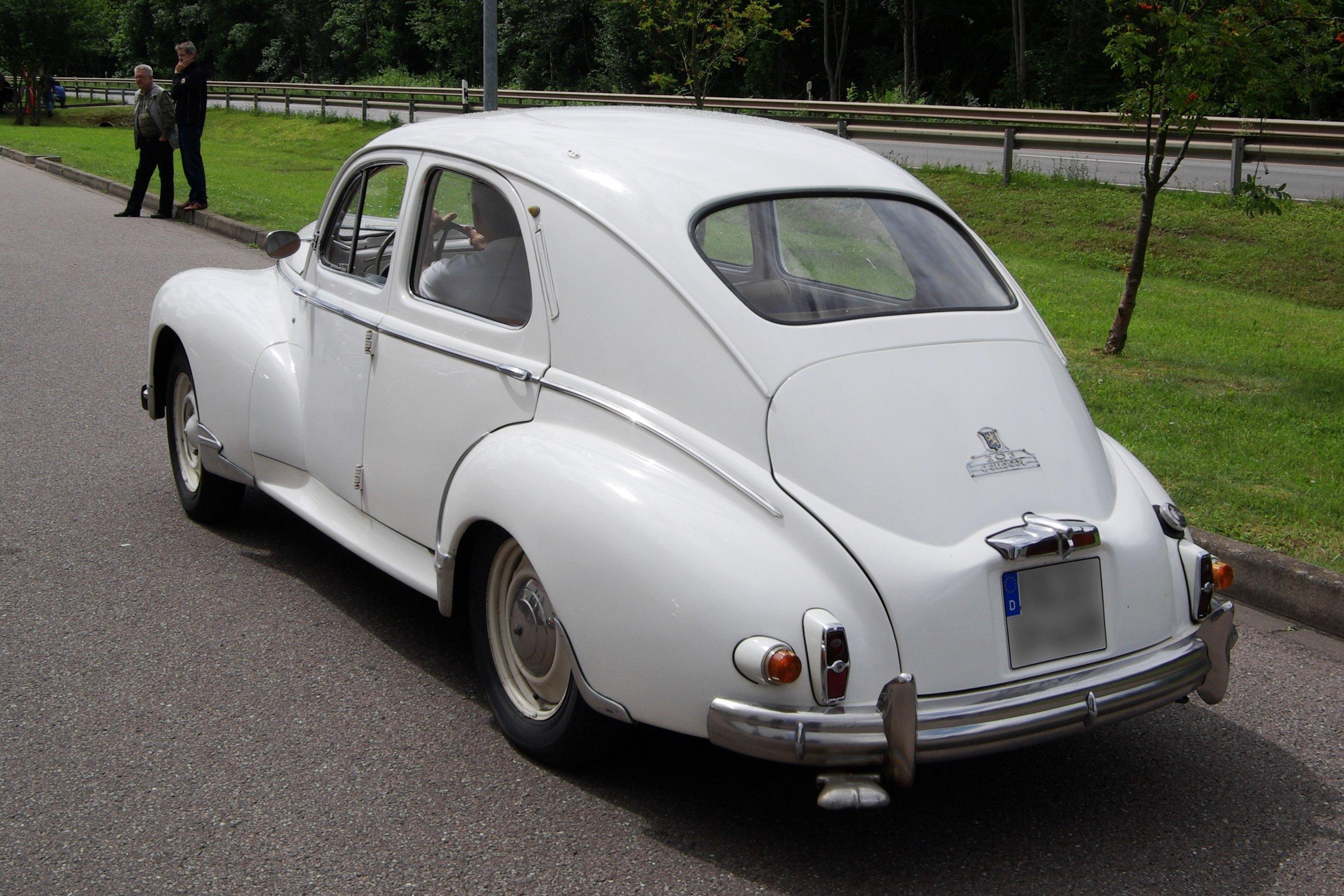
Heckansicht
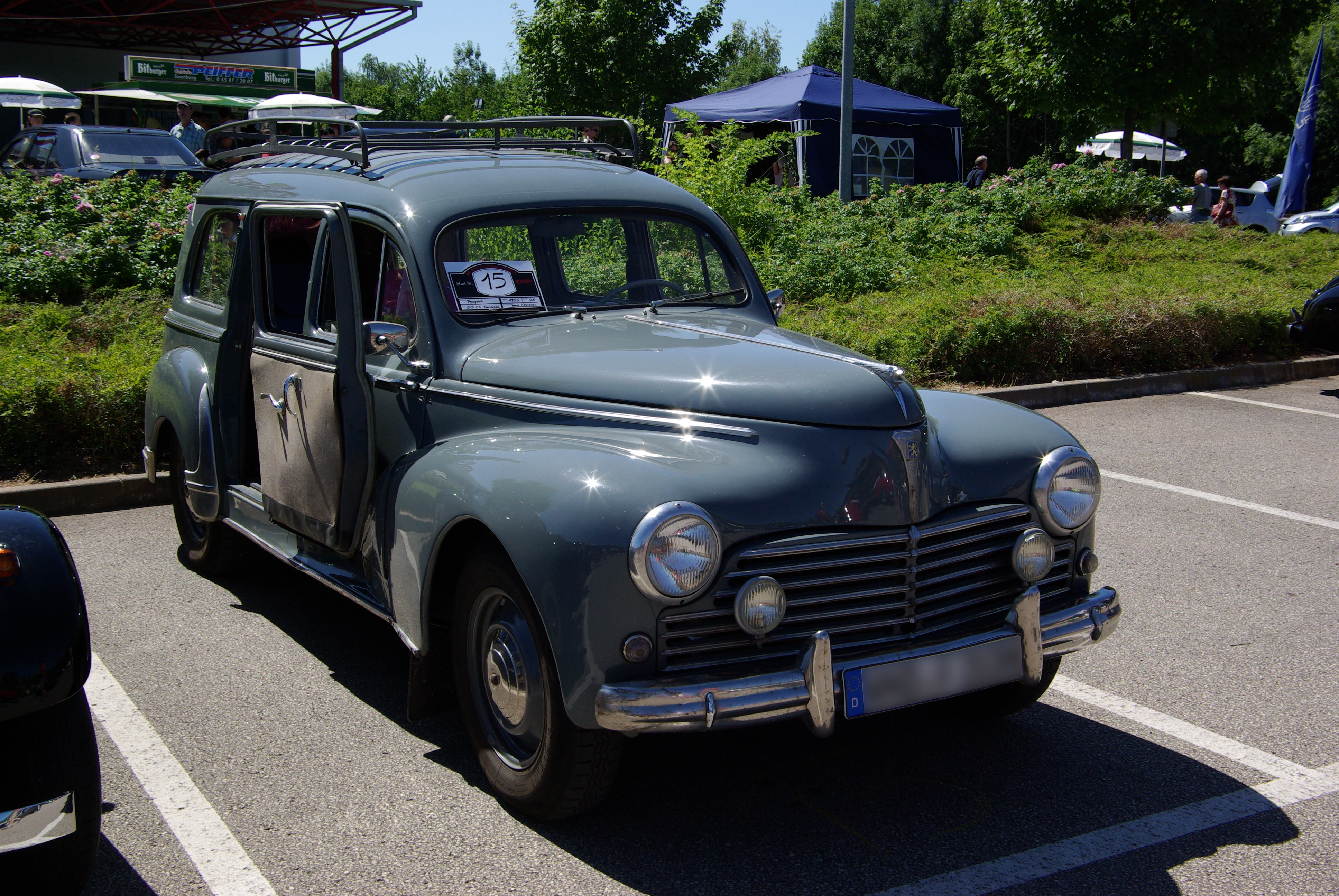
Peugeot 203 Familiale (1949–1960)
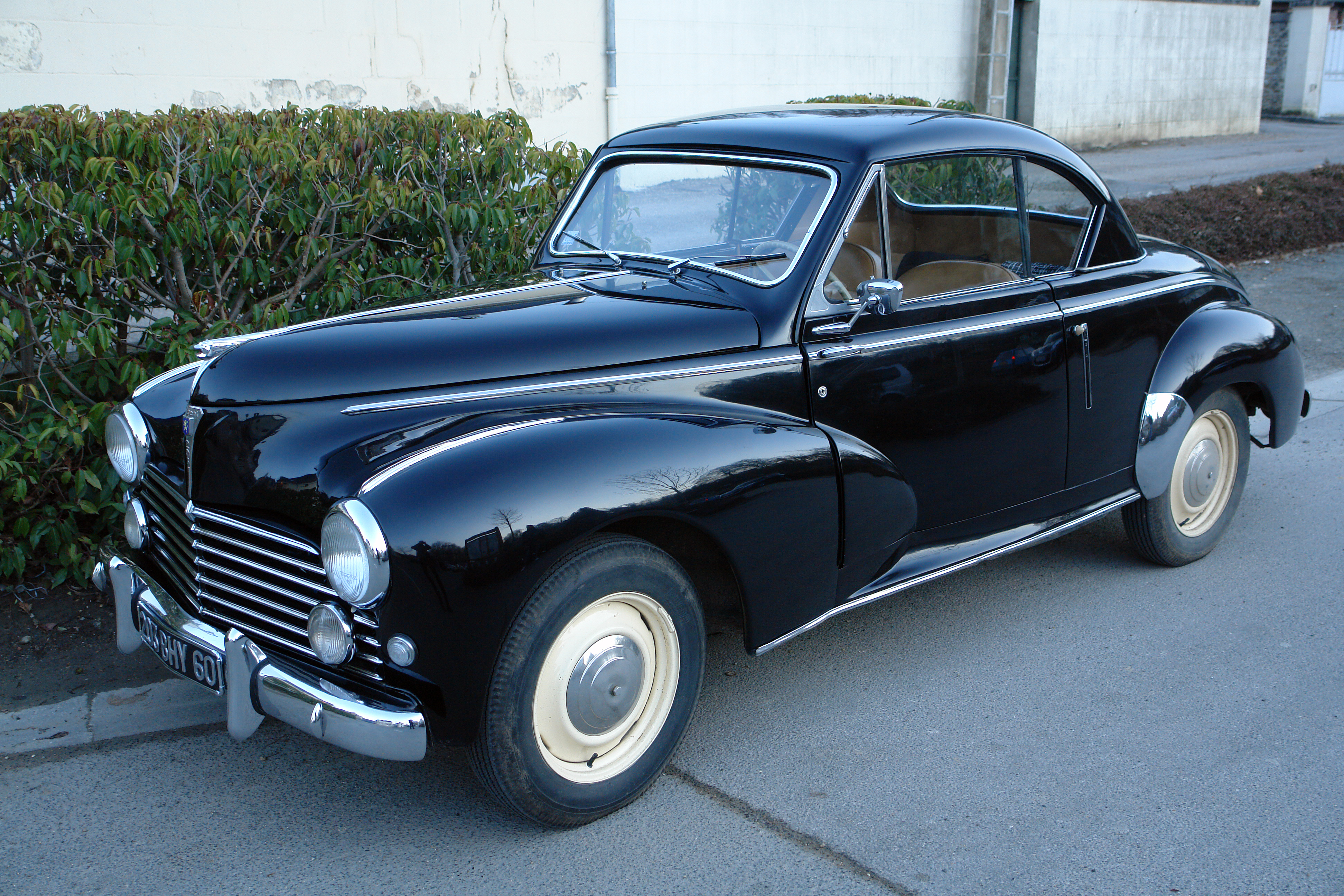
Peugeot 203 Coupé (1952–1953)
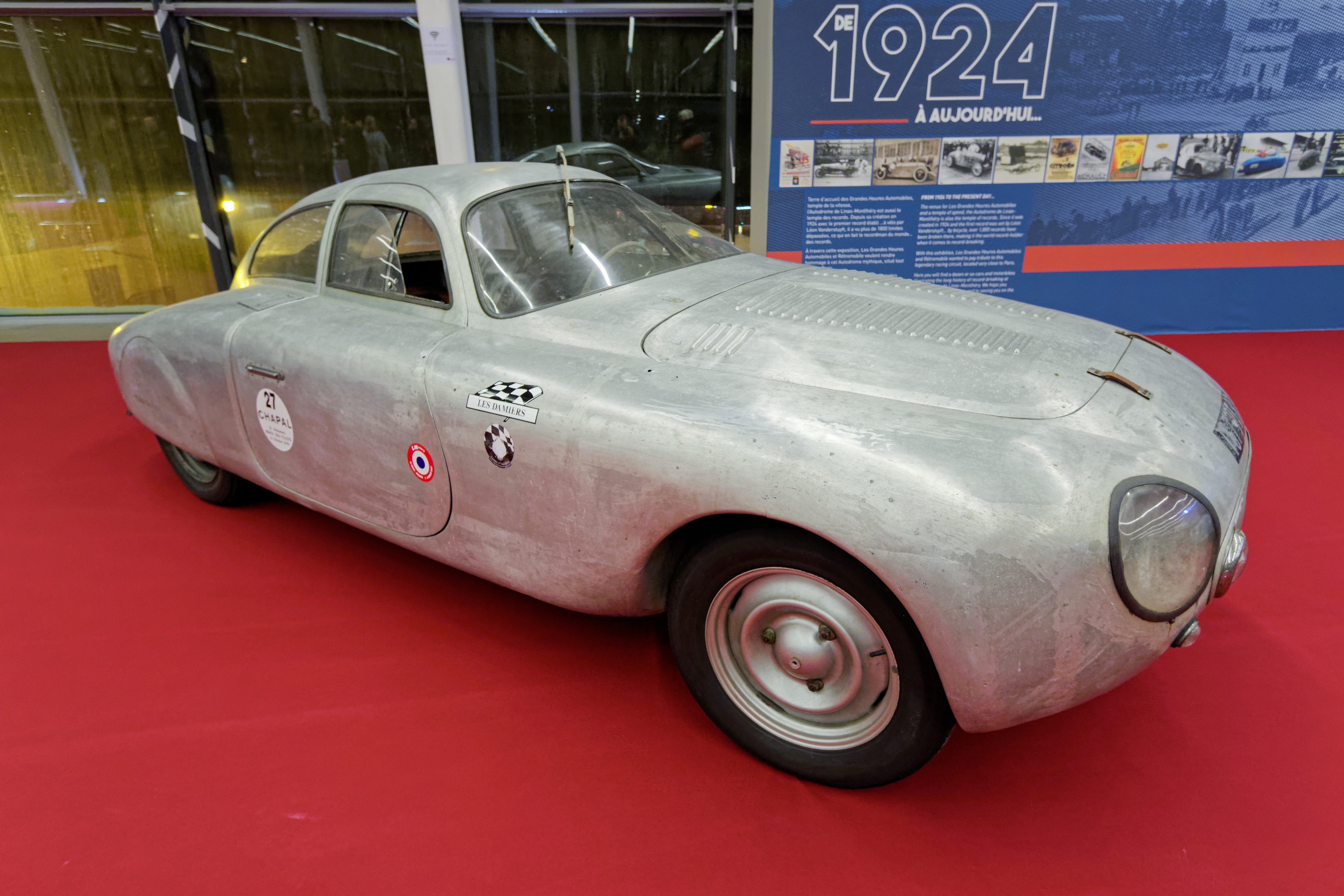
Peugeot 203 Darl'Mat DS (1953)
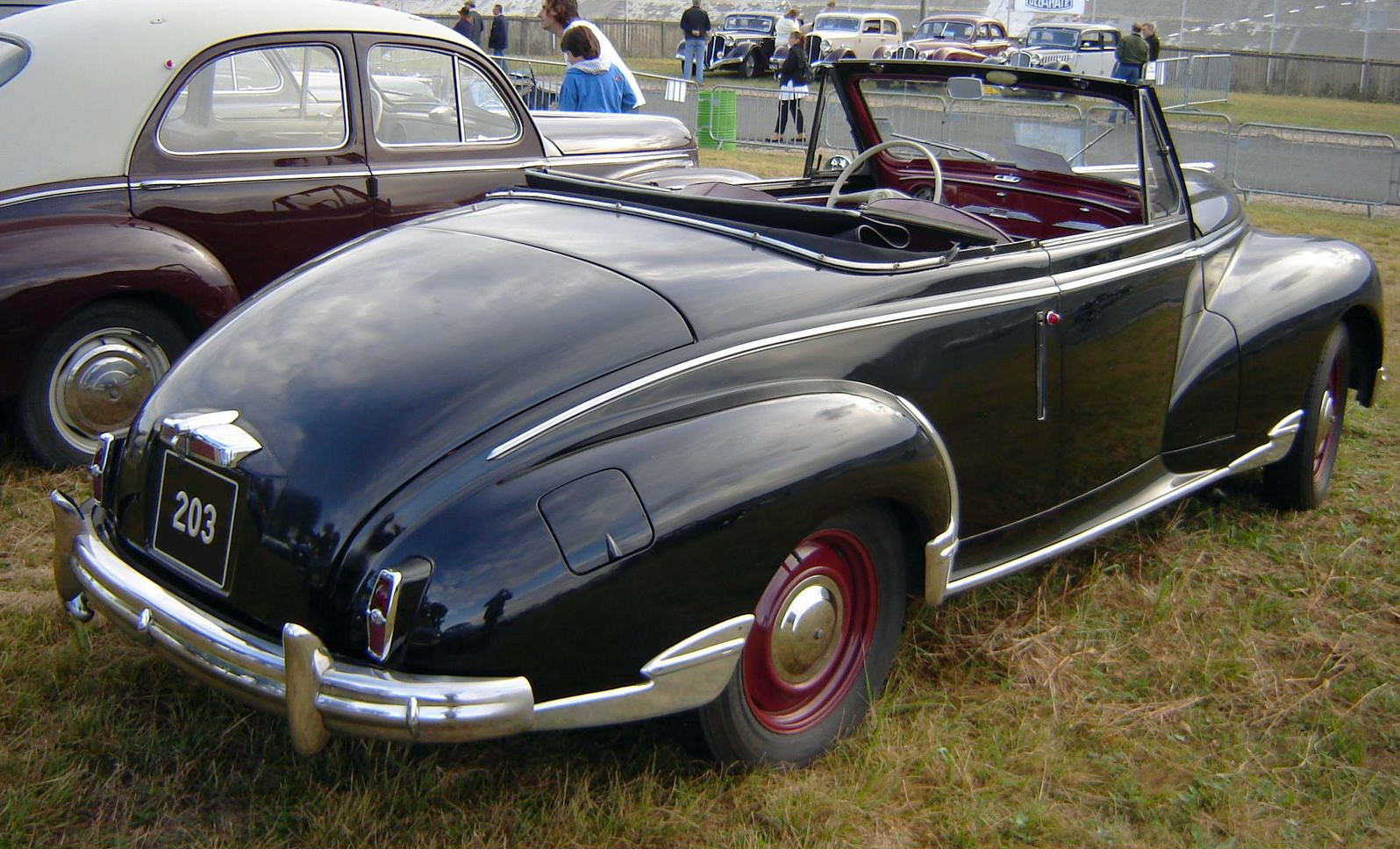
Peugeot 203 Cabriolet (1951–1956)
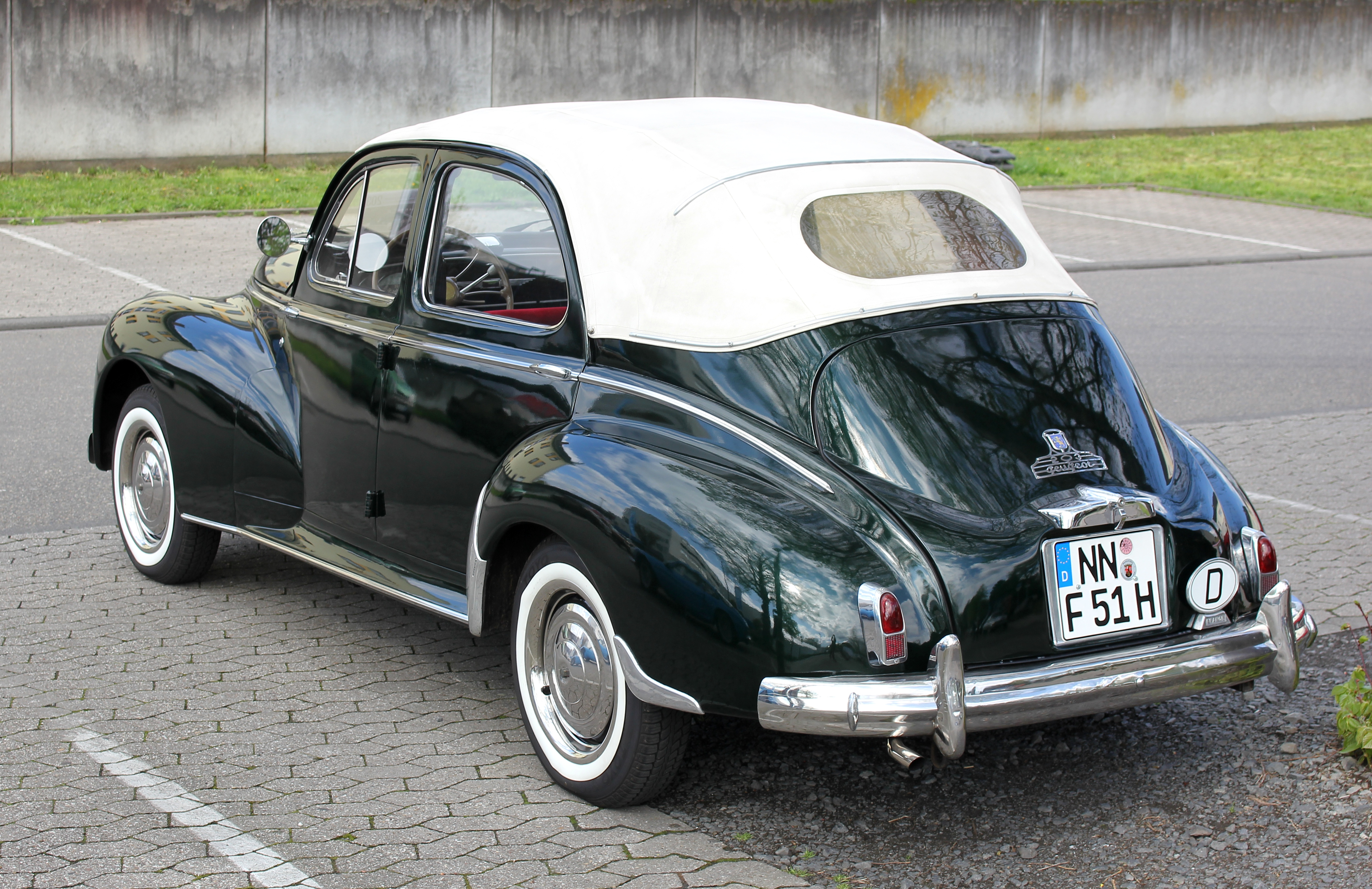
Découvrable, gebaut bis März 1954
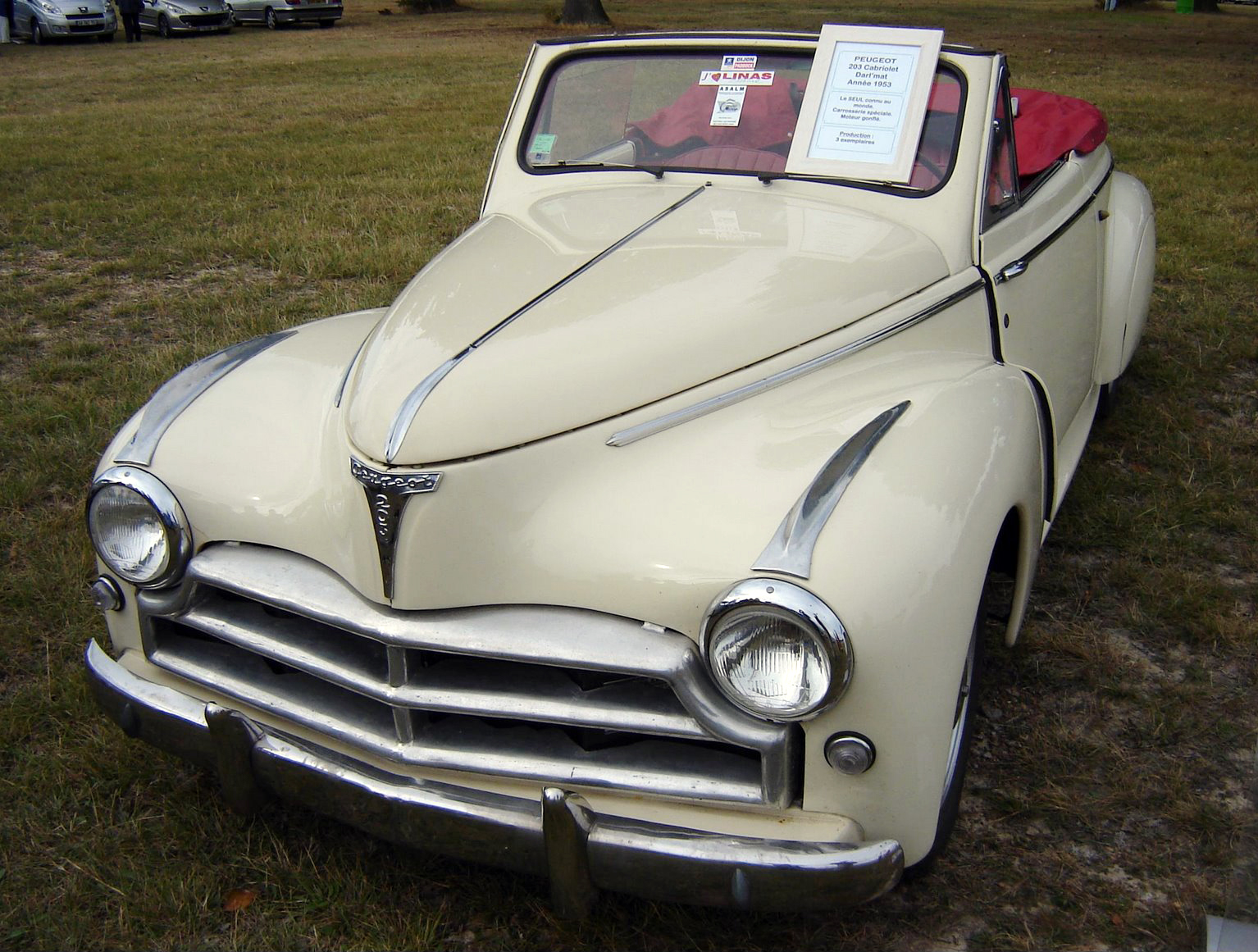
Peugeot 203 Darl'Mat Cabriolet (1953)
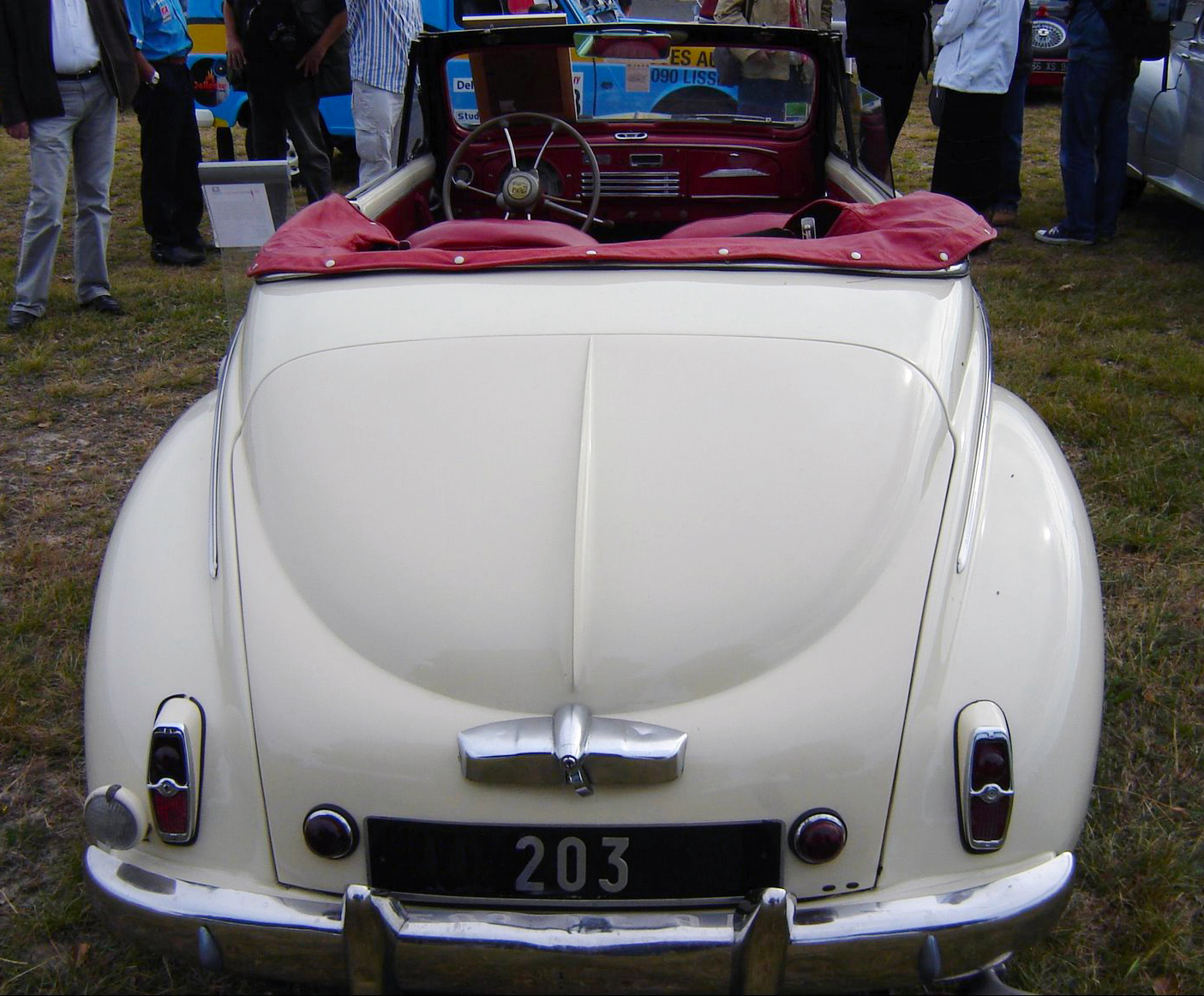
Peugeot 203 Darl'Mat Cabriolet (1953)

## Modellentwicklung
Die Form des 203 wurde während des Produktionszeitraums nur geringfügig verändert. Lediglich einige kleinere Modifikationen lassen das Baujahr erkennen.
10/1948: Beginn der Produktion. Das Angebot besteht aus Limousine und Découvrable.

10/1949: Sitze ohne Chromleiste, Wegfall des Knebelgriffes am Kofferraum. Einführung von Kombi, Pickup und Lieferwagen.

05/1950: Wegfall des Zierschmucks auf den vorderen Kotflügeln

10/1950: Stoßstangenhörner rechts und links neben dem vorderen Kennzeichen

04/1951: Stoßstangen vollständig verchromt und neue Kennzeichenbeleuchtung

10/1951: Verkaufsstart für das Cabriolet

01/1952: Armaturenbrett in Wagenfarbe lackiert

03/1952: neue Stoßstangen

10/1952: Deflektoren an den vorderen Türen, halbkreisförmiger Tachometer jetzt links unter dem Lenkrad statt in der Mitte, vergrößerte Rückleuchten. Einführung des Coupés.

10/1953: Tankdeckelverschluss erneuert, profilierte und weiter um die Karosserie herum reichende Stoßstangen. Die Wasserabläufe am Dach folgen jetzt der Form der Türen, anstatt bis zum Kofferraum zu reichen, größeres Rückfenster. Einstellung des 203 Coupé.

09/1954: Liegesitze, Änderung der Kennzeichenbeleuchtung

08/1956: Blinker statt Winker. Einstellung des Découvrable und des Cabriolets.

04/1957: leicht vergrößerte Radkappen

09/1958: Wegfall des Löwen auf der Motorhaube aus Gründen der passiven Sicherheit

02/1960: Ende der Produktion.

## Rezension
„Bei einer Pressekonferenz der französischen Peugeot-Werke wurde kürzlich der neue Serien-Personenwagen ‚Peugeot 203‘ gezeigt, dessen Bau eine elegante amerikanische Linienführung aufweist. Das vornehme und bequeme Auto ist ein Fünfsitzer und hat nur ein Gewicht von 880 Kilogramm. Seine kräftigen vier Zylinder entwickeln mit 42 PS eine Höchstgeschwindigkeit von 118 Stundenkilometer. Den gegenwärtigen Verhältnissen entsprechend, ist das neue Auto als Benzinsparer konstruiert worden und braucht für 100 Kilometer bloß acht bis neun Liter Benzin. Der neue Peugeot ist gegen Bezugsschein innerhalb eines Monats um 28.000 S erhältlich.“

„[E]rst anläßlich des letzten Pariser Autosalons im Oktober 1948 trat [das Peugeot-Werk] mit seiner ersten Nachkriegsschöpfung, dem Peugeot 203, vor die Öffentlichkeit. Es sind jetzt alle Vorbereitungen getroffen worden, pro Tag 300 Stück herauszubringen, ob dieser Plan aber auch durchführbar ist, hängt nur von der Stahlzuteilung  durch die Regierung ab. Der neue Peugeot ist nicht wesentlich größer als das Modell 202, aber erheblich leistungsfähiger, wie es aus der ganzen Konstruktion ersichtlich ist. Da der Vierzylinder (Drehzahl 4000 U/Min) 75 mm Bohrung und 73 mm Hub hat, weist der Zylinderraum einen fast quadratischen Querschnitt auf, und der relativ kurze Hub hat den Vorzug, daß die Kolbengeschwindigkeit niedriger gehalten werden kann. Das Hubvolumen beträgt 1290 ccm, die Leistung 42 PS. Die Nocken haben eine neue patentierte Form erhalten, die einen leisen Lauf der Maschine verbürgt, indem hohe Ventilbeschleunigungen vermieden werden. […] Die Kerzen sind in der Mitte des halbkugeligen Verbrennungsraumes angeordnet, mithin ist eine wesentliche Voraussetzung für einen klopffreien Betrieb gegeben. Der Treibstoffverbrauch wird mit 7,5 bis 9 Liter für  100 km bei einem Stundendurchschnitt von 70 bis 85 h/km angegeben (Höchstgeschwindigkeit 115 h/km). Die Beschleunigung ist infolge der günstigen Übersetzungsverhältnisse gut. Die drei ersten Gänge sind schräg verzahnt und synchronisiert, der vierte Gang wird als Schnellgang verwendet. Die Betätigung des Getriebes erfolgt durch Lenkradschaltung.“